# Julio Silva Solar
Julio Silva Solar (Viña del Mar, 8 de junio de 1926 - Santiago, 28 de junio de 2014) fue un abogado y político chileno, diputado de la República entre 1965 y 1973.

## Primeros años de vida
Hijo de Julio Silva Vargas y de Mercedes Solar Ruiz-Tagle. Realizó sus estudios primarios y secundarios en los colegios de los Padres Franceses de Viña del Mar y del Patrocinio de San José en Santiago. Luego de finalizar su etapa escolar en el Colegio San Ignacio, ingresó a la Pontificia Universidad Católica de Chile, jurando como abogado en 1951. En esta época, fue presidente de la Confederación Nacional de Estudiantes Universitarios en 1951. 
En el ámbito laboral, ejerció su profesión en el Servicio de Seguro Social. Además, fue colaborador en órganos de prensa y revistas, especialmente en los diarios y revistas Última Hora, El imparcial, Política y Espíritu y Panorama político. 

### Matrimonio e hijos
Casado con Gloria Montes Brunet, tuvo 2 hijos: Gloria y Julio Silva Montes.

## Carrera política
Inició sus actividades políticas al integrarse a la Falange Nacional, donde ocupó el cargo de presidente de la Juventud Demócrata Cristiana (JDC) en 1954. Posteriormente, pasó a formar parte del Partido Demócrata Cristiano (PDC), donde fue ocho veces consejero nacional y en 1967 se desempeñó como secretario nacional. 
En 1965 fue elegido diputado por la 7ª Agrupación Departamental, tercer distrito de Santiago, para el período de 1965 a 1969. Integró la Comisión de Agricultura y la de Policía Interior. Finalizada su labor, renunció al PDC el 4 de junio de 1969 y pasó a integrar el Movimiento de Acción Popular Unitaria (MAPU), donde permaneció hasta el 7 de agosto de 1971. 
En 1969 fue reelecto diputado por la misma Agrupación Departamental, tercer distrito de Pedro Aguirre Cerda y Puente Alto, en representación del MAPU, para el periodo 1969 a 1973. Integró la Comisión de Integración Latinoamericana. Paralelamente, en 1971 dejó el MAPU y se incorporó a la Izquierda Cristiana (IC). En esta última colectividad, se desempeñó como secretario de Educación y Elaboración política desde el 16 de agosto de 1971. 
En el año 1973 fue exiliado a Roma por la dictadura militar que había en Chile, debido a su oposición a la dictadura de Augusto Pinochet y por ser considerado de izquierda, aparte de ser una persona influyente. Volvió a Chile el año 1982 a causa de una enfermedad que padecía su esposa, logrando volver a su país luego de 9 años en el exilio. Tras el fin de la dictadura militar se inscribió en el Partido por la Democracia (PPD) y en 1992 fue elegido como concejal por Santiago.

## Obras
- A través del marxismo (1951, Editorial del Pacífico)
- Hacia un mundo comunitario (1951, Estudios Sociales), junto a Jacques Chonchol.
- Carta abierta a Monseñor Medina (1999, Planeta)
- El desarrollo de la nueva sociedad en América Latina (2009, LOM), junto a Jacques Chonchol.

## Historial electoral

### Elecciones parlamentarias de 1969
- Elecciones parlamentarias de 1969 para la 7ª Agrupación Departamental, Tercer Distrito Puente Alto y Pedro Aguirre Cerda.[2]

### Elecciones parlamentarias de 1973
- Elecciones parlamentarias de 1973 para la 7ª Agrupación Departamental, Segundo Distrito Talagante.[3]

### Elecciones municipales de 1992
- Elecciones municipales de 1992, para la alcaldía de  Santiago[4]

(Se consideran sólo los candidatos que resultaron elegidos para el Concejo Municipal)